# Pałac myśliwski w Gorzycach
Pałac myśliwski w Gorzycach – zabytkowy pałac  w miejscowości Gorzyce.
Obiekt zbudowany przez magnata węglowego Fritza von Friedländera-Fuldę w XIX w. jest częścią zespołu pałacowego przy ul. Zamkowej, w skład którego wchodzą jeszcze:
- Pałac hrabiów d’Arco w Gorzycach z XVIII w.
- Park angielski[3] z XIX w.[2]

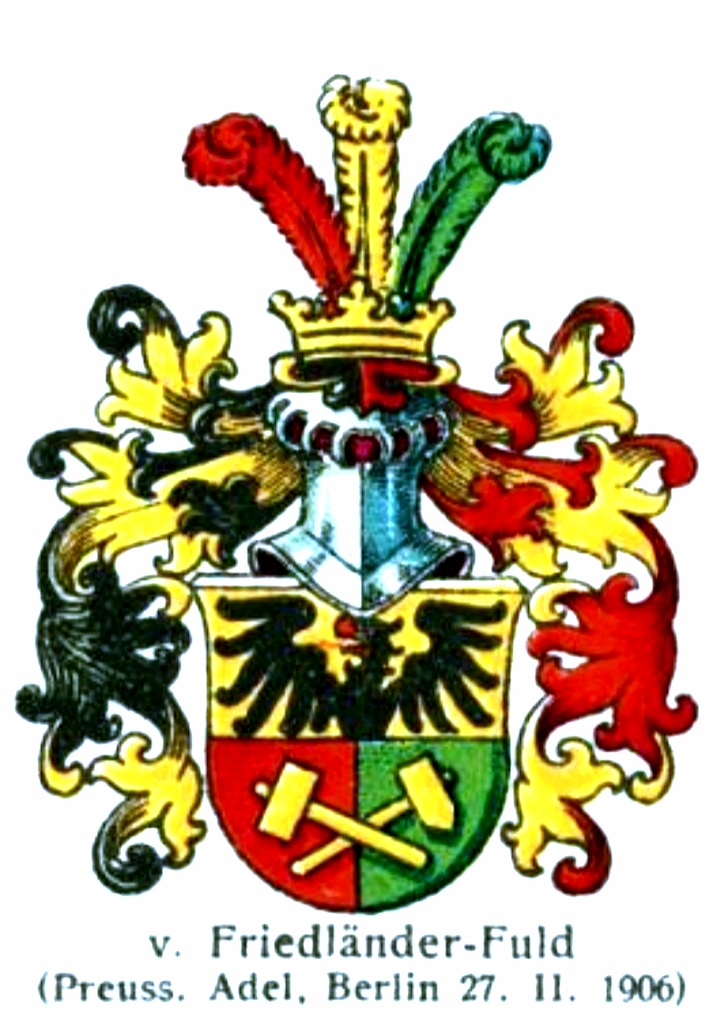
Herb Friedländera-Fulda
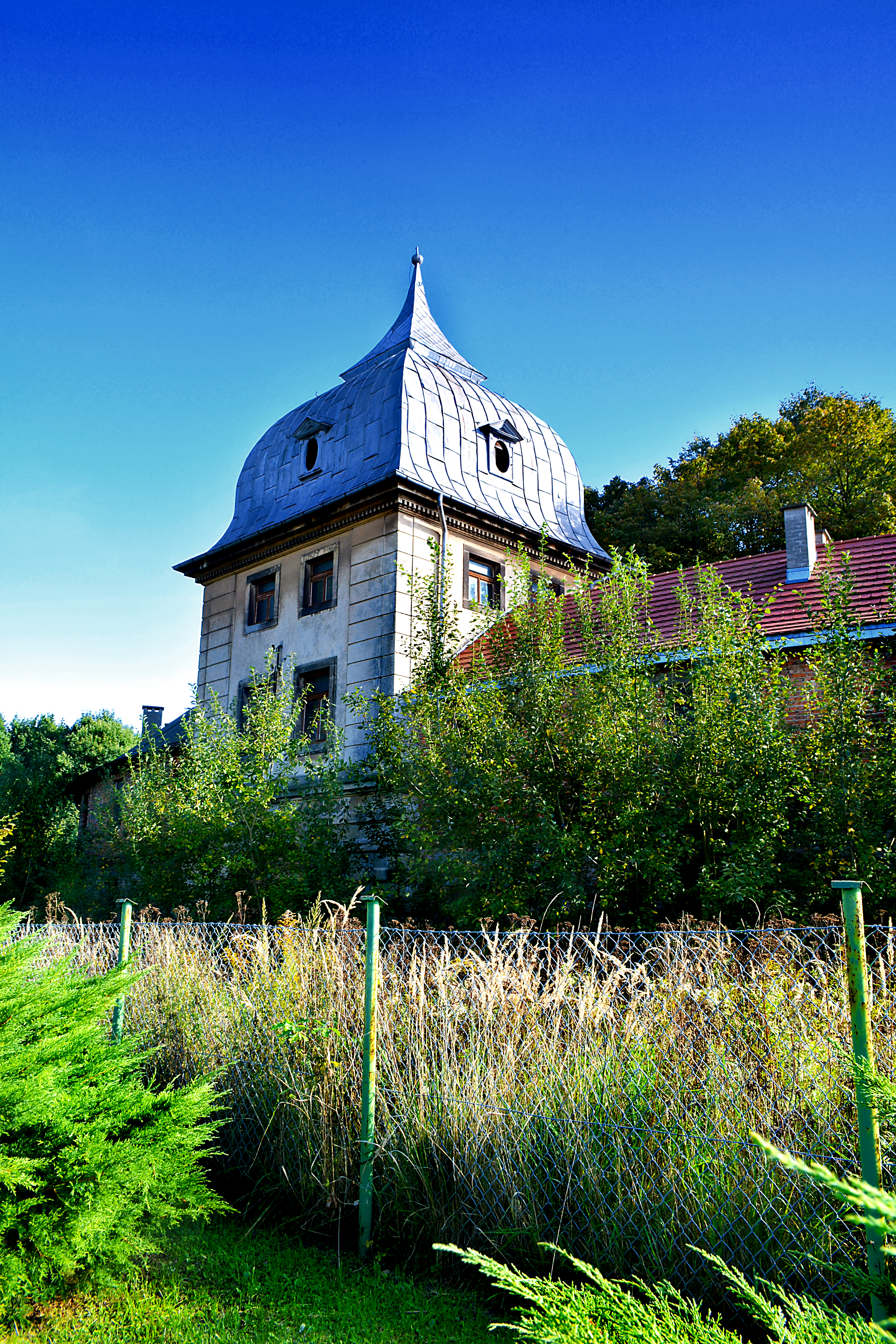